# Mainbrücke Marktbreit
Die Mainbrücke Marktbreit ist eine 928 m lange Brücke der Autobahn 7.
Das Bauwerk liegt zwischen den Autobahnanschlüssen Kitzingen und Marktbreit auf 223 m über NN und stellt damit den Tiefpunkt des Streckenabschnittes Würzburg–Ulm dar. Es überspannt südlich von Kitzingen in einer Höhe von maximal 60 m mit elf Feldern den Main bei Flusskilometer 275,96, linksmainisch die Bahnstrecke Treuchtlingen–Würzburg und die Staatsstraße 2418 von Ochsenfurt nach Marktbreit sowie rechtsmainisch die Staatsstraße 2270 von Frickenhausen nach Segnitz und eine 20-kV-Freileitung.
Die Autobahn weist im Verlauf der Brücke im Grundriss eine Klothoide mit einer anschließenden Gerade auf. Im Aufriss ist eine Wannenausrundung vorhanden, die Längsneigung beträgt ungefähr 4 %. Gebaut wurde die Überführung mit zwei getrennten Überbauten für die Richtungsfahrbahnen zwischen den Jahren 1977 und 1981 bei Kosten von ungefähr 55 Millionen DM.

## Gründung und Unterbauten
Die Widerlager und die Pfeiler sind entweder auf Bohrpfählen oder Rammpfählen tiefgegründet oder teilweise auch flachgegründet. Der Pfeiler haben einen rechteckigen Hohlquerschnitt bei Außenabmessungen am Pfeilerkopf von 7,0 m × 3,1 m.

## Überbauten
Die beiden nebeneinanderliegenden Überbauten der Spannbetonbrücke sind Durchlaufträger mit einem einzelligen Hohlkastenquerschnitt. Die Konstruktionshöhe beträgt am Widerlager Würzburg 3,42 m sowie am Widerlager Ulm 4,60 m und nimmt Richtung Brückenmitte mit den Hauptspannweiten auf 5,33 m linear zu. Die Vorspannung besteht in Längs- und Querrichtung aus internen Spanngliedern.
Die Stützweiten betragen für die 11-feldrige Brücke 37,0 m – 52,0 m – 81,0 m – 86,0 m – 2 × 90,0 m – 91,0 m – 108,6 m – 107,4 m – 95,0 m – 90,0 m.

## Ausführung
Die Brücke wurde im Taktschiebeverfahren in 33 Takten je Überbau bei einer maximalen Taktlänge von 22,8 m hergestellt, wobei dies in zwei Abschnitten von beiden Widerlagern ausgeführt wurde. Aufgrund der großen Spannweiten wurden dabei in Feldmitte Hilfspfeiler notwendig. Dies waren schräg abgespannte Fachwerktürme aus Stahl.
In der Bauzeit musste das Bauunternehmen Insolvenz anmelden. Das Taktschiebeverfahren wurde in der Folge für einen langen Zeitraum unterbrochen. Das Unternehmen, das den Bau fortführte, änderte dann das Spannverfahren und die Geometrie der unfertigen Brücke.

## Neubau
Die bestehende Mainbrücke aus dem Jahr 1982 ist in einem schlechten Bauwerkszustand. Schwerlastverkehr mit über 42 Tonnen Gewicht darf sie nicht mehr befahren. Außerdem herrscht ein Überholverbot für die Lastkraftwagen. Da eine Sanierung nicht mehr möglich ist, soll die Brücke durch einen Neubau ersetzt werden. Der erste Platz eines Entwurfswettbewerbs im Jahr 2019 für den Ersatzneubau war eine Balkenbrücke als einzellige, gevoutete Stahlverbundkonstruktion, die mit sechs Feldern und Stützweiten von 110 m bis 200 m das Maintal überspannt.